# Walt Bellamy
Walter Jones Bellamy (New Bern, Észak-Karolina, 1939. július 24. – College Park, Georgia, 2013. november 2.) olimpiai bajnok amerikai kosárlabdázó.

## Pályafutása
A bloomingtoni Indianai Egyetemen végzett. Tagja volt az 1960-as római olimpián aranyérmes amerikai válogatottnak. 1961 és 1974 között az NBA-ben szerepelt. A Chicago Packers / Zephyrs, majd a Baltimore Bullets (1961–65), a New York Knicks (1965–68), a Detroit Pistons (1968–70), az Atlanta Hawks (1970–74) és a New Orleans Jazz (1974) játékosa volt.

## Sikerei, díjai
- Olimpiai játékok
  - aranyérmes: 1960, Róma